# Plaza Arturo Prat
La plaza de Armas de la ciudad de Iquique o simplemente plaza Arturo Prat o plaza Prat es la plaza principal de la ciudad homónima en la Región de Tarapacá, Chile, que se constituye en una zona patrimonial aglutinante de varias edificaciones catalogadas como monumentos históricos: la Torre del Reloj, el Edificio Sociedad Protectora de Empleados de Tarapacá y el Teatro Municipal, que en conjunto son una de las expresiones urbanas más representativas del periodo salitrero junto al Casino Español y el Club Croata.
Pertenece al conjunto de monumentos nacionales de Chile desde el año 1977 en virtud del D. S. 935 del 25 de noviembre del mismo año; se encuentra en la categoría «Zona Típica».

## Historia

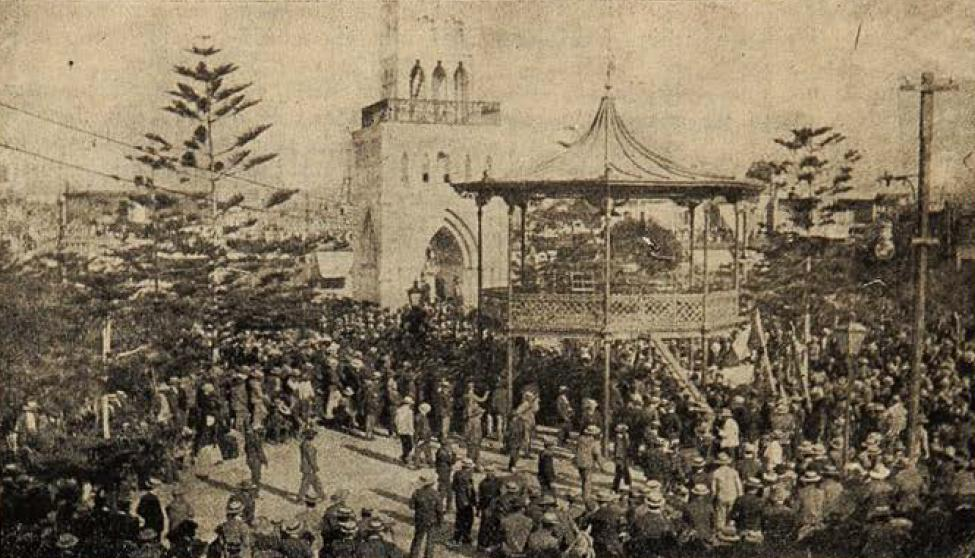
Reunión de obreros en la plaza entre 1907 y 1908

Tras la expansión de la producción salitrera durante la segunda mitad del siglo XIX, Iquique vivió un auge económico sin precedentes que transformó su casco urbano de manera significativa; tras la destrucción de parte importante de éstas como consecuencia de varios incendios y terremotos, desde fines del siglo XIX y principios del siglo XX se comenzó a levantar en la ciudad las edificaciones que le «dan a Iquique la impronta arquitetónica y urbana que conserva hasta el día de hoy».

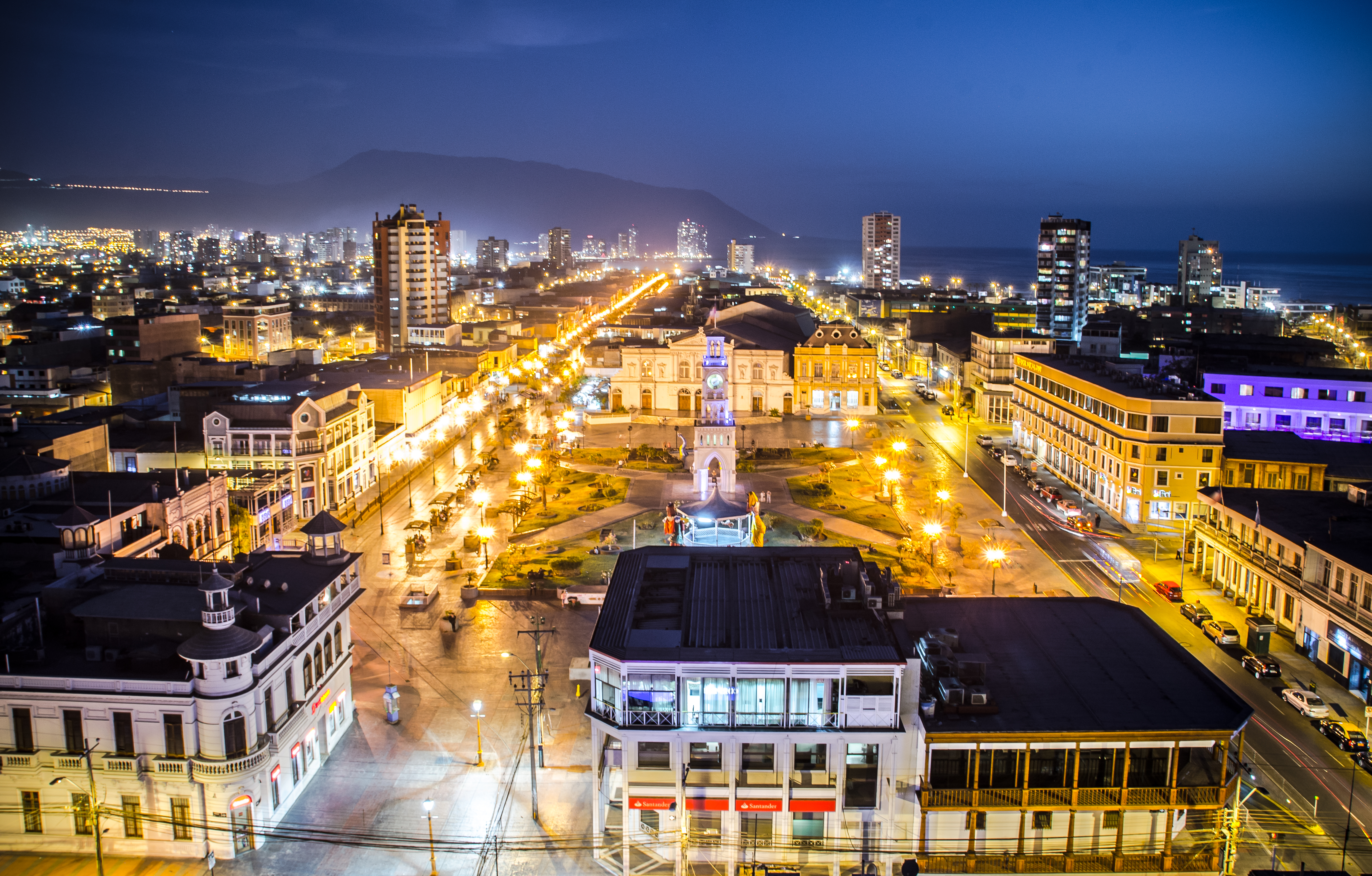
Vista nocturna de la plaza Arturo Prat.

La ciudad vivió algunas de sus mayores transformaciones arquitectónico-urbanas durante las décadas de 1880 y 1920, época de la que sobreviven algunos de los edificios patrimoniales que rodean a la plaza de armas. Cabe indicar que tras el incendio de octubre de 1880, se procedió a ampliar la plaza —que ya era conocida como plaza Prat— hacia el sur y el oeste, anexándole manzanas que había sido destruidas por el siniestro.